# Света Троица (Марганце)
„Свети Троица“ (на сръбски: Храм Свете Тројице) е възрожденска православна църква в търговищкото село Марганце, югоизточната част на Сърбия. Част е от Вранската епархия на Сръбската православна църква.
Църквата е построена в 1804 година в североизточния край на селото. В архитектурно отношение представлява еднокорабен храм с тройна апсида на изток. Църквата има камбанария – осемстранна кула от тухли с прозорец на всяка стена, разположена на четири двуметрови колони. Северно от църквата е двуетажната къща с балкон, в която някога се е намирало училището. На склона от южната страна на църквата са открити останки от каменни надгробни паметници.
Над западния вход има стенопис с изображение на Светата Троица. Под изображението има силно повреден надпис, а над него плоча с издялан надпис. Църквата е построена от камък, измазана и изписана. На фасадите има следи от живопис. Иконостасът е дървени изписан. Освен царските двери има врати и за проскомидията и диаконикона. Иконостасът е изработен в 1874 година, а останалите икони в храма – в 1871 година и са дело на Зафир Зограф, който се е подписал на престолната икона на Светата Троица. Иконостасните икони са 34. Във вътрешността стенописи има в олтарното пространство и северно и южно от иконостаса. В апсидата е допоясно изображение на Света Богородица ширшая небес с медальос с Христос Емануил на гърдите, който благославя с две ръце. В наоса на северната стенаима изображение на Свети Георги на кон, който пробожда ламята, на фона на сгради, пейзаж и мост, на който стои принцеса. На южната стена на наоса е Свети Димитър също на кон във военно облекло, който пробожда с копие човек с меч. Според стила стенописите са дело на работилницата на дебърския майстор Аврам Дичов.